# 猪熊克芳
猪熊 克芳（いのくま かつよし、1951年 - ）は、日本の画家。福島県郡山市出身。猪熊ブルーと呼ばれる青色を用いたパステル画、アクリル画の作品が多数ある。

## 略歴
- 1951年 - 福島県郡山市大重町に生まれる。
- 1980年 - 福島県美術協会展 特選。
- 1993年 - 青木繁大賞展 入選。
- 1994年 - 日仏現代美術展 入選。
- 1996年 - 青木繁大賞展 大賞[3]。
- 1997年 - 福島県総合美術展　準大賞・斎藤清賞。

## 主な収蔵先
- 青木繁記念大賞公募展実行委員会（久留米市）
- 福島県立医科大学
- 矢吹町ふるさとの森芸術村
- ホテルハマツ（郡山市）
- 郡山斎場
- 仏レストランムッシュ・サトウ（山形）
- 医療法人 胃腸科循環器科 鈴木医院（郡山市）
- 東北シール工業（株）（猪苗代町）
- 県立あぶくま看護学校内壁画